# Assaf Naor
Assaf Naor (7 de maio de 1975) é um matemático tcheco-israelense.

## Vida
Naor estudou a partir de 1993 na Universidade Hebraica de Jerusalém, onde obteve em 1998 um mestrado e em 2002 um doutorado, orientado por Joram Lindenstrauss, com a tese Linear and non linear geometric problems in Banach space.
Recebeu o Prêmio Salem de 2008, o Prêmio Memorial Bôcher de 2011 e o Prêmio Nemmers de Matemática de 2018. Foi palestrante convidado do Congresso Internacional de Matemáticos em Hyderabad (2010: {\displaystyle L_{1}} embeddings of the Heisenberg group and fast estimation of graph isoperimetry). Está programado como palestrante plenário do Congresso Internacional de Matemáticos no Rio de Janeiro (2018). É fellow da American Mathematical Society.

## Obras
- com J.Lee: Extending Lipschitz functions via random metric partitions. Invent. Math. 160 (2005), no. 1, 59–95.
- com Achlioptas: The two possible values of the chromatic number of a random graph. Ann. of Math. (2) 162 (2005), no. 3, 1335–1351.
- com Bartal, Linial, Mendel: On metric Ramsey-type phenomena. Ann. of Math. (2) 162 (2005), no. 2, 643–709.
- com Krauthgamer, J.Lee, Mendel: Measured descent: a new embedding method for finite metrics. Geom. Funct. Anal. 15 (2005), no. 4, 839–858.
- com Alon, K.Makarychev, Y.Makarychev: Quadratic forms on graphs. Invent. Math. 163 (2006), no. 3, 499–522.
- com Peres, Schramm und Sheffield: Markov chains in smooth Banach spaces and Gromov-hyperbolic metric spaces. Duke Math. J. 134 (2006), no. 1, 165–197.
- com Arora, J.Lee: Euclidean distortion and the sparsest cut. J. Amer. Math. Soc. 21 (2008), no. 1, 1–21
- com Mendel: Metric cotype. Ann. of Math. (2) 168 (2008), no. 1, 247–298.
- com Cheeger, Kleiner: Compression bounds for Lipschitz maps from the Heisenberg group to L1. Acta Math. 207 (2011), no. 2, 291–373.
- com J.Fox, Gromov, V.Lafforgue und Pach:  Overlap properties of geometric expanders. J. Reine Angew. Math. 671 (2012), 49–83.
- com Mendel: Ultrametric subsets with large Hausdorff dimension. Invent. Math. 192 (2013), no. 1, 1–54.